# Clionella costata
Clionella costata é uma espécie de gastrópode do gênero Clionella, pertencente a família Clavatulidae.